# Мостицкая (станция метро)
«Мостицкая» (укр. «Мостицька») — строящаяся станция Сырецко-Печерской линии Киевского метрополитена. Согласно Генплану Киева, будет расположена на пересечении Северо-Сырецкой, Межевой и Белицкой улиц в 150 м от конечной остановки маршрута троллейбуса № 5 и исторической местности Беличье поле, между станциями Сырец и Варшавская.

## История
По состоянию на 22.01.2022 года непосредственное строительство станции ещё не началось. Проектная стоимость участка Сырец—Проспект Правды (со станцией Мостицкая) — 6,3 млрд. гривен. На участке Мостицкая—Проспект Правды планируется построить задел под ответвление к станциям 2-й очереди - Виноградарь и Маршала Гречко на месте новой застройки, с электродепо.
Участок в 1,5 км от Северо-Сырецкой улицы до проспекта Правды, который должен сооружаться открытым способом (котлованы), не строится с середины декабря 2020 года.
29 декабря 2022 года КП «Киевский метрополитен» заключён договор с ООО «КБ «Теплоэнергоавтоматика» по корректировке проекта строительства участка Сырецко-Печерской линии метро на жилой массив Виноградарь стоимостью 69,4 млн грн. Конечный срок выполнения работ по договору — 30 декабря 2023 года.
15 августа 2024 года КП «Киевский метрополитен» заключил договор на продолжение работ по строительству Сырецко-Печерской линии метрополитена в направлении жилмассива Виноградарь. Победителем тендера стало ООО «Группа компаний Автострада». Срок выполнения строительных работ составляет 30 месяцев, а их стоимость составляет 13,785 млрд грн.

## Описание
Проект интерьера станции разрабатывается архитекторами «Киевметропроект». Планируется, что станция будет односводчатая мелкого заложения (без опорных колонн) с островной платформой.